# Жибре
Жибре (фр. Gibret) насеље је и општина у југозападној Француској у региону Аквитанија, у департману Ланд која припада префектури Дакс.
По подацима из 2011. године у општини је живело 108 становника, а густина насељености је износила 41,86 становника/km². Општина се простире на површини од 2,58 km². Налази се на средњој надморској висини од 70 метара (максималној 102 m, а минималној 31 m).

## Демографија
| 1962. | 1968. | 1975. | 1982. | 1990. | 1999. | 2011. |
| ----- | ----- | ----- | ----- | ----- | ----- | ----- |
| 109   | 118   | 109   | 107   | 102   | 83    | 108   |

График промене броја становника у току последњих година